# Lyska mauricijská
Lyska mauricijská (Fulica newtonii) je vyhynulý druh lysky, která obývala Maskarénské ostrovy, například Mauricius a Réunion. Jedná se o známý druh poznaný i pomocí fosilních kostí nalezených v Mare aux Songes bažině na ostrově.

## Popis
Lyska mauricijská byl velký nelétavý pták. Nepřátelům unikal tím, že skákal, což je obecný zvyk lysek. Jako pták měl značnou výdrž, tímto se vysvětluje, proč se vyskytoval na obou ostrovech. Ptačí sameček byl asi 45 cm vysoký, rozlišovací červené knoflíky (které lze snadno přehlédnout), měl v horní části bílé hlavy, na čelním štítě nebyly přítomny. Ornitolog Dubois, popsal druh podrobněji v roce 1674 jako velkého ptáka vždy černého s velkým bílým hřebenem na hlavě.

## Vyhubení
Ve spisech je Dubois poslední autor, který se o živých ptácích zmiňuje. V roce 1667 si již François Martin stěžoval, že lovci ptáky vybili, ačkoliv byl pták obecně považován za nepříliš chutného.
Je například uváděno ve spisech [at Saint-Gilles], že vodní plocha byla pokryta ptáky a voda plná ryb. Ve vodě plavali ptáci, kdy bylo možné se až k nim přiblížit a téměř je chytat rukou; a ulovené dostávat na palubu lodí. Avšak již v roce 1667 spisy uvádějí, že cestovatelé již neviděli žádné ptáky.
Tomuto druhu se lépe než na Réunionu dařilo na Mauriciu, odkud François Leguat podal roku 1693 poslední zprávu o existenci tohoto endemického druhu lysky, který označil za „již vzácný“. Do této doby již spadají značné osidlovací aktivity člověka tyto vedli ke zničení biotopu - bažiny. Zdá se že člověk sehrál roli při zániku tohoto druhu.

## Galerie

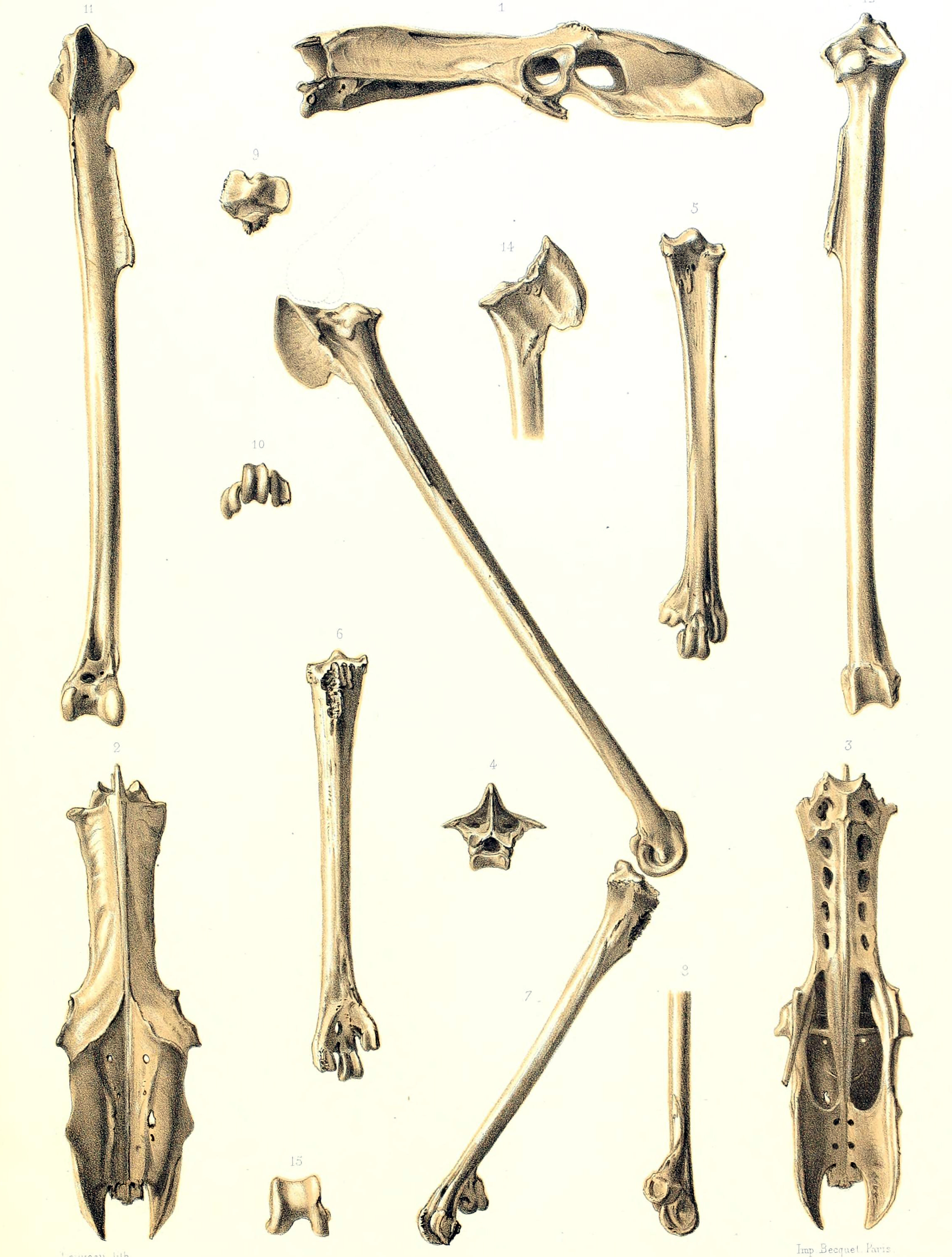
Fosilní pozůstatky lysky mauricijské